# Не се мотай в краката ми
„Не се мотай в краката ми“ е български телевизионен игрален филм (детски, социално-битова драма) от 1987 година на режисьора Мариана Евстатиева-Биолчева, по сценарий на Катя Воденичарова. Оператор е Пламен Мечконев. Музиката е на композитора Вили Казасян, а художник на филма е Красимира Лозанова.

## Актьорски състав
| Изпълнител                          | В ролите                                                            |
| ----------------------------------- | ------------------------------------------------------------------- |
| Елена Райнова                       | бабата Вера Димова, главен инженер на предприятие зе детски играчки |
| Жана Караиванова                    | д-р Димова, майката на Чочко и Надето                               |
| Стефан Данаилов                     | Станко Стоименов, тв журналист и баща на Чочко и Надето             |
| и децата                            |                                                                     |
| Евлоги Костадинов                   |                                                                     |
| Недялко Петров                      | Чочко                                                               |
| Мишо Сандев                         | Големия Чочко                                                       |
| Северина Йонова                     |                                                                     |
| Елисавета Христова                  |                                                                     |
| Лиляна Поппандова                   | Надето                                                              |
| Участват още                        |                                                                     |
| Мария Димчева (като Марлиз Димчева) | първата съпруга на Стоименов                                        |
| Албена Чакърова                     | детската учителка                                                   |
| Росен Сиромахов                     | Стоимен                                                             |
| Павел Поппандов                     | тв оператор, колега на Стоименов                                    |
| Васил Банов                         | режисьорът, колега на Стоименов                                     |
| Люба Алексиева                      | бабата на Чочко                                                     |
| Богдана Вульпе                      | учителката Василева                                                 |